# 세실 로즈
세실 존 로즈(Cecil John Rhodes, 1853년 7월 5일 ~ 1902년 3월 26일)는 영국의 정치인이다. 케이프 식민지의 총리로 영국 정부가 추진한 아프리카 종단 정책에 가담한 것으로 유명한 제국주의자이다.
나는 어제 런던 이스트 엔드의 실업자 집회에 가서 '빵을 달라'는 절절한 연설만 듣고 오다가 문득 제국주의의 중요성을 깨달았다. 우리는 영국의 4천만 인구를 피비린내 나는 내란으로부터 지키고, 과잉 인구를 수용하기 위해 새로운 영토를 개척해야만 한다.(중략) 당신이 내란을 피하려 한다면 당신은 제국주의자가 되어야 한다.— 세실 로즈 ⌜유언집⌟

## 생애

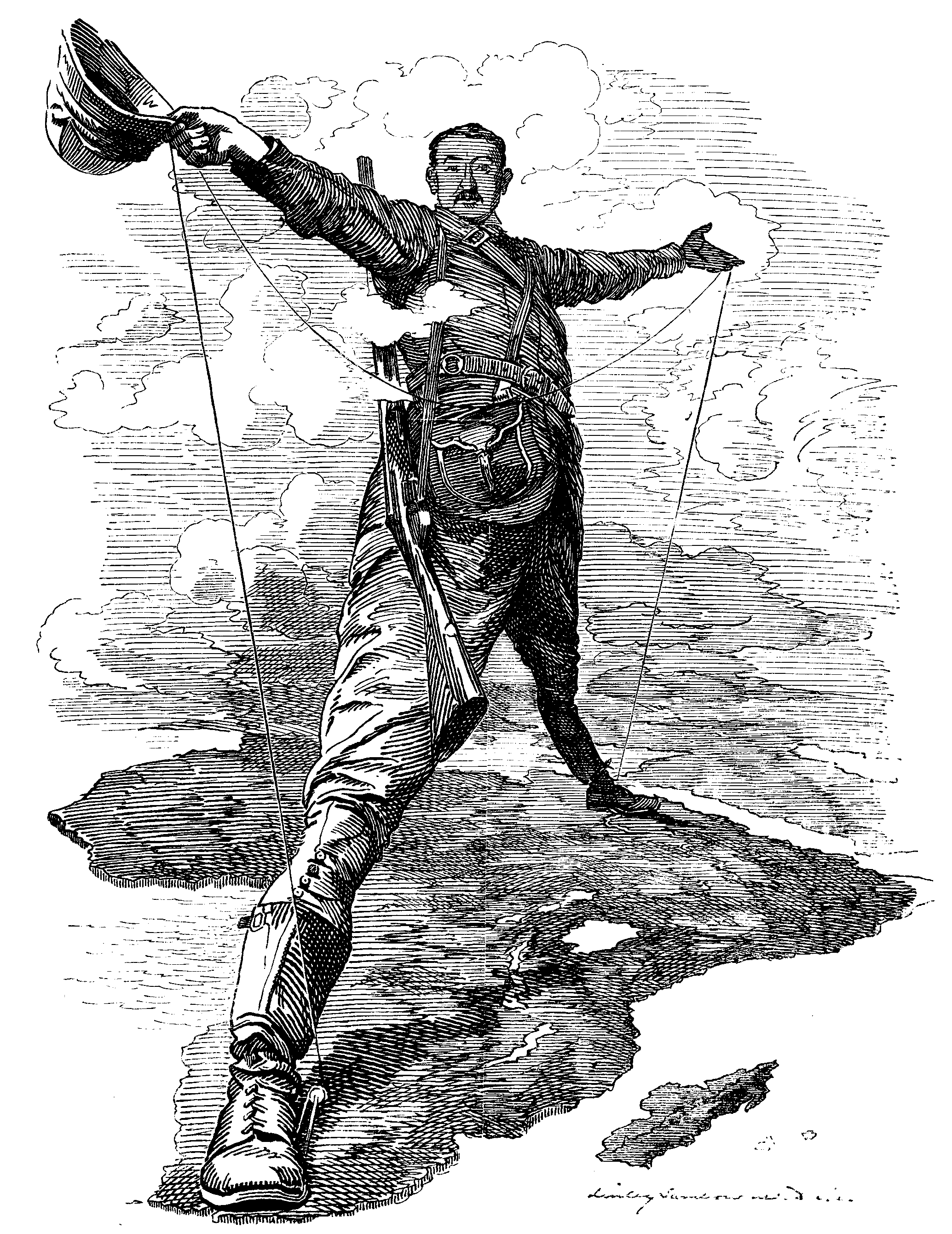
카이로와 케이프 타운을 잇는 전신선의 완성을 풍자한 만화

하트퍼드셔주에서 태어나 1870년 남아프리카에 이주하여 킴벌리에서 다이아몬드 채굴에 종사하였고, 로디지아의 개발을 위해 영국 남아프리카 회사 설립의 특허를 받았다. 그 사이 다이아몬드 광산을 통합 독점하고 거부가 되었다. 케이프 식민지 정계에 투신, 1890년에 총리가 되었으며, 행정 개혁과 영국 식민지의 확대를 위해 노력하였으나, R. 제임슨의 침입을 원조한 이유로 사직하였다. 그 후로도 로디지아 개발에 노력하였고 보어 전쟁이 일어나자 킴벌리에서 농성하였으나, 건강이 나빠져서 전쟁이 끝나기 전에 케이프 타운 근처에서 죽었다. 카이로와 케이프 타운을 잇는 전신선의 완성을 풍자한 만화도 있다.